# Islas Jabomai
Las islas Jabomai (en ruso: Острова Хабомаи, romanizado: Ostrova Jabomai, y en japonés: 歯舞群島, romanizado: Habomai shotō) son una serie de pequeñas islas e islotes en la parte sur del archipiélago de las Kuriles. Tienen una superficie conjunta de aproximadamente 97 km². Pertenecen al grupo de las Kuriles meridionales.
Actualmente son administradas por Rusia, tras la ocupación de éstas por parte de la Unión Soviética a finales de la Segunda Guerra Mundial. Japón mantiene con Rusia una disputa por estas islas, ya que las reclama junto a todas las Kuriles meridionales desde 1945 como parte integral de su territorio, a diferencia de las Kuriles septentrionales que sí abandonó entendiéndolas como conquista imperial.

## Geografía
Las islas Jabomai se encuentran entre las coordenadas geográficas siguientes:
- latitud: 43°22' y 43°38' N,
- longitud: 145°52' y 146°21' E,
- máxima altitud: 45 m s. n. m. (en la isla Yuri).

Al noreste se encuentra la isla Shikotan, separada por el estrecho de Spanberg, al noroeste la isla Kunashir, separada por el estrecho de las Kuriles Meridionales, y al oeste la isla japonesa de Hokkaidō, por el estrecho de Kunashir. 
Administrativamente son controladas por el óblast de Sajalín.

## Administración
| Pertenencias históricas |
| - Poblada por ainus: Pre-siglo XVII - Shogunato Tokugawa: Siglo XVII-1868 - Clan Matsumae - Imperio del Japón: 1868 - República de Ezo: 1869 - Imperio del Japón: 1869-1945 - Unión Soviética: 1945-1991 - Federación de Rusia: Desde 1991 - Óblast de Sajalín |

La administración actual de las Jabomai se encuadra municipalmente en el raión de Yuzhno-Kurilsk, presidido por Vasili Dimítrievich Solomko. El municipio pertenece a su vez a la óblast de Sajalín, en el distrito federal de Extremo Oriente de la Federación de Rusia.
Por la parte japonesa, en su reclamo de posesión de la región, se encuadra en una prefectura sin dominio que englobaría todas las Kuriles meridionales. Hasta 1959, existió formalmente el condado de Jabomai (歯舞村 Habomai-mura?), que incluía tanto las islas como la ciudad de Nemuro.

## Historia
Al igual que todas las Kuriles, las Jabomai estaban pobladas por personas ainu autóctonas de la zona de Hokkaido, dada la cercanía entre las islas. En el siglo XVII, las islas pasarían a formar parte del territorio dominado por el clan japonés Matsumae, un clan supuestamente escindido de los Takeda que se hizo con el control de Oshima (sur de Hokkaido) en el XVI para más tarde ir ampliando su influencia.
A mediados del siglo XIX, con el expansionismo ruso hacia el Este y la precipitación del fin del Sakoku japonés (鎖国 literalmente, «país en cadenas» o «cierre del país»), El imperio ruso y el Shogunato Tokugawa tuvieron que establecer relaciones y límites de sus fronteras por los problemas que estaban teniendo algunos de sus ciduadanos en las islas Kuriles y en la isla de Sajalín.
Las primeras negociaciones de la misión Putiatin acabaron materializándose en el Tratado de Shimoda (1855), en el cual no se solucionó el problema en la isla de Sajalín; pero sí se estableció una línea divisoria en las islas Kuriles: Las meridionales serían japonesas mientras que las septentrionales serían rusas, estando la línea divisoria entre las islas de Etorofu (Iturup para los rusos) y Urup, lo que se conoce como estrecho de Vries o línea Miyabe. Las Jabomai quedaban dentro de las islas meridionales japonesas.
Tras el cambio sustancial de país que vivió Japón en la transición del shogunato al Imperio del Japón y la necesidad de llegar a un acuerdo sobre Sajalín, motivaron el siguiente gran tratado bilateral entre ambos países que fue el Tratado de San Petersburgo (1875). En el cual, ante la política rusa de asentamientos en Sajalín, Japón renunciaba a sus derechos sobre la isla a cambio de elevar la frontera de las Kuriles de la línea Miyabe al estrecho entre la isla de Shumshu y el cabo Lopatka, esto es, la totalidad del archipiélago de las Kuriles.
Tras varios encontronazos entre las potencias por la influencia sobre la península de Corea y la zona de Manchuria, los dos países acabaron en guerra y, con la victoria de Japón, se firmó un nuevo tratado: el Tratado de Portsmouth (1905) en el cual e ratificaba el dominio japonés sobre todo el archipiélago de las Kuriles y volvía a poseer la mitad sur de Sajalín.
Tras la intervención japonesa en Siberia durante la guerra civil rusa, los soviéticos, vencedores del conflicto, solicitarona Japón abandonar Vladivostok y la parte norte de Sajalín que habían ocupado durante la intervención militar aliada. No se hizo mención ni solicitud respecto de las Kuriles.
Hacia el final de la Segunda Guerra Mundial, la Unión Soviética lanzó la Operación Tormenta de Agosto incumpliendo el Pacto de Neutralidad soviético-japonés ante las promesas de las fuerzas aliadas en Yalta de reconoce los territorios imperiales japoneses conquistados por la URSS como territorio soviético. Durante la operación, que empezó por la zona de Manchuria, el día 18 comenzó el asalto a Sajalín y las Kuriles (Japón se había rendido el día 15, aunque no fue oficial hasta el 2 de septiembre). Antes de reconocer la rendición japonesa, la URSS aseguró los territorios de Sajalín y todo el archipiélago de las Kuriles, no pudiendo completar una invasión planeada de Hokkaido desde Rumoi.
Tras el fin de la ocupación de Japón con la firma del Tratado de San Francisco (1951), Japón reclamó que la URSS se retirase de las Kuriles meridionales y de la parte sur de la isla de Sajalín, hecho al que la URSS se negó aduciendo el reconocimiento de estos territorios como parte de la Unión Soviética según lo acordado en Yalta. La posición internacional frente al asunto fue de abstención ante la causa, dado que esos territorios no eran considerados territorios imperiales japoneses, pues ya se poseían antes de la expansión imperial, por lo que no debían tener tal consideración.
Estas posturas antagónicas ante la problemática llevaron a la ruptura de negociaciones entre Japón y la Unión Soviética, lo que supuso que no se firmase un acuerdo de paz entre ambos países (la URSS no firmó el Tratado de San Francisco). El 19 de octubre de 1956 se firmó la Declaración Conjunta de Paz entre Japón y la URSS, en la que se conminaban a mantener relaciones diplomáticas y reconocían mutuamente la existencia de la disputa territorial.
Durante la Guerra Fría, la Unión Soviética llegó a considerar en dos ocasiones poner fin a su ocupación de las islas. La primera fue en el mismo 1956, año en el que como opción para solventar la disputa ofreció la devolución de las Jabomai y la isla de Shikotan, quedándose por tanto con las islas meridionales de Kunashir e Iturup y toda Sajalín. La propuesta fue rechazada por Japón que exigía como mínimo la devolución de todas las islas Kuriles meridionales para contemplar renunciar a Sajalín. En 1964, ante el aumento de la presencia militar estadounidense en Japón tras la firma de la alianza entre EE. UU. y Japón en 1960, la URSS volvió a ofrecer la devolución de las islas, en esta ocasión de todas las Kuriles meridionales pero no de Sajalín, si Japón ponía fin a su alianza con EE. UU., se clausuraban las bases militares estadounidenses en suelo japonés y Japón se comprometía a mantenerse como un país no alineado con vínculos comerciales con la URSS. Japón llegó a plantear la clausura de las bases militares pero no el fin de su alianza con los estadounidenses, por lo que el acuerdo no tuvo más recorrido.
Durante la presidencia de Mijaíl Gorbachov se volvió a una postura más flexible frente al conflicto, volviendo informalmente a la postura de 1956 en la que se planteaba una devolución parcial como método de finalizar la disputa. Tras la disolución de la Unión Soviética, Rusia adoptó una postura férrea de defensa territorial que incluía Sajalín y las Kuriles, manteniendo esporádicas charlas sobre la disputa, pero sin políticas oficiales al respecto hasta el siglo XXI.
EEn marzo de 2022, Dmitri Medvédev, vicepresidente del Consejo de Seguridad de Rusia, admitió que Rusia nunca se tomó en serio la idea de llegar a un acuerdo territorial con respecto a las Kuriles. Él dijo: «Obviamente, nunca hubiéramos encontrado ningún consenso con Japón sobre el tema de las islas... Las negociaciones sobre las Kuriles siempre tuvieron un carácter ritual. La nueva versión de la constitución de la Federación Rusa [que se presentó en 2020] establece directamente que los territorios de nuestro país no están sujetos a enajenación. La cuestión está cerrada».

## Islas
| Nombre ruso    | Nombre japonés | Superficie en km² | Altura máx en m | Latitud N | Longitud E |
| -------------- | -------------- | ----------------- | --------------- | --------- | ---------- |
| Polonskogo     | Taraku         | 12                | 16              | 43°38'    | 146°19'    |
| Zelioni        | Shibotsu       | 51                | 25              | 43°30'    | 146°10'    |
| Yuri           | Yuri           | 13                | 45              | 43°25'    | 146°05'    |
| Tanfiliev      | Suisho         | 15                | 15              | 43°25'    | 145°55'    |
| Anuchin        | Akiyuri        | 3                 | 33              | 43°22'    | 146°00'    |
| Diomin         | Harukari       | 1,5               | 34              | 43°25'    | 146°10'    |
| Islas Oskolki  | —              | ~0,8              | —               | 43°36'    | 146°22'    |
| Islas Opasnaga | —              | ~0,5              | —               | 43°23'    | 145°53'    |
| Udivitelnaya   | Hanare         | ~0,2              | —               | °'        | °'         |